# Kickers Obertshausen
Der FC Kickers Obertshausen ist ein Fußballverein in der südhessischen Kleinstadt Obertshausen südöstlich von Offenbach am Main. Der 1910 gegründete Verein hatte seine Blütezeit in den 1960er Jahren.

## Geschichte
Für ein erstes großes Aufsehen sorgten die Schwarz-Weißen im Mai 1939, als ihnen im Verbandspokal auf heimischem Gelände ein 1:0-Sieg im Lokalderby gegen den großen Namensvetter Kickers Offenbach gelang, dem ein ebenso überraschender 3:2-Auswärtssieg bei Borussia Fulda folgte.
In der letzten und entscheidenden Runde, um sich auf Gau-Ebene für den Tschammerpokal zu qualifizieren, mussten die Kickers sich mit Eintracht Frankfurt auseinandersetzen. Nach 40 Minuten lag der Außenseiter mit 2:0 in Führung, doch am Ende reichte es nur zu einem 2:2. Dadurch wurde ein weiteres Spiel erforderlich, in dem sich diesmal der Nachbar aus Frankfurt am Main mit 4:1 durchsetzen konnte, obgleich auch in dieser Begegnung der Gast aus Obertshausen in Führung gegangen war.
1960 stiegen die Kickers in die seinerzeit noch drittklassige Fußball-Hessenliga auf, die sie in ihrer Debütsaison 1960/61 mit dem siebten Rang abschlossen. In der darauffolgenden Saison 1961/62 belegten sie nur den 14. Platz und stiegen wieder ab. Doch gelang ihnen der unmittelbare Wiederaufstieg und in der darauffolgenden Saison 1963/64 mit dem sechsten Rang in der dritthöchsten Liga die beste Platzierung in der Vereinsgeschichte.
Die Zugehörigkeit zur Hessenliga dauerte noch bis zum erneuten Abstieg am Ende der Saison 1968/69. Danach spielten die Kickers vier Jahre lang in der Gruppenliga Hessen, bis sie 1973 auch aus dieser abstiegen. 1994 rutschten die Schwarz-Weißen erstmals in die Kreisliga A ab und sind gegenwärtig (Saison 2016/17) in der Kreisoberliga vertreten, die rein rechnerisch dem Stand einer siebten Liga entspricht.

## Bekannte Spieler und Trainer
Die Profispieler Jan Zimmermann, Josip Landeka, Giuliano Modica und Christian Pospischil sind alle aus dem Nachwuchsbereich der Kickers hervorgegangen.
Von 2005 bis 2010 wurden die Schwarz-Weißen von Lars Schmidt trainiert, der während seiner Profikarriere unter anderem zehn Jahre beim Karlsruher SC unter Vertrag stand. Außerdem spielte Schmidt ebenso für die benachbarten Offenbacher Kickers wie Mirnes Mešić, der von 2011 bis 2013 Spielertrainer in Obertshausen war und Stefan Zinnow, der seine aktive Laufbahn in der Saison 2011/12 bei Kickers Obertshausen beendete.

## Sportstätten
Über Jahrzehnte hinweg trug die Mannschaft ihre Heimspiele auf dem Sportplatz am Rembrücker Weg im Südwesten der Stadt aus. Seit 1978 befindet sich die Heimstätte des Vereins am Waldschwimmbad vor den Toren der Stadt und nennt sich "Waldstadion an der Badstraße".